# Ben Zwiehoff
Ben Zwiehoff (Essen, 22 de fevereiro de 1994) é um desportista alemão que compete no ciclismo nas modalidades de montanha, na disciplina de cross-country, e rota. Ganhou três medalhas no Campeonato Europeu de Ciclismo de Montanha entre os anos 2014 e 2016.
Em 2021 alterou para a modalidade de estrada depois de ter alinhado pela equipa Bora-Hansgrohe.

## Medalheiro internacional
| Campeonato Europeu | Campeonato Europeu       | Campeonato Europeu | Campeonato Europeu        |
| Ano                | Lugar                    | Medalha            | Competição                |
| ------------------ | ------------------------ | ------------------ | ------------------------- |
| 2014               | St. Wendel ( Alemanha)   | Medalha de prata   | Cross-country por relevos |
| 2015               | Chies d'Alpago ( Itália) | Medalha de ouro    | Cross-country por relevos |
| 2016               | Huskvarna ( Suécia)      | Medalha de bronze  | Cross-country por relevos |

## Resultados em Grandes Voltas
| Corrida | Corrida         | 2021 | 2022 |
| ------- | --------------- | ---- | ---- |
|         | Giro d'Italia   | —    | 51.º |
|         | Tour de France  | —    | —    |
|         | Volta a Espanha | 47.º | —    |

—: não participa
Ab.: abandono